# Mala Rostivka, Orativ
Mala Rostivka (în ucraineană Мала Ростівка) este un sat în comuna Ceahiv din raionul Orativ, regiunea Vinnița, Ucraina.

## Demografie
Componența lingvistică a localității Mala Rostivka
     Ucraineană (98,91%)
     Alte limbi (1,08%)
Conform recensământului din 2001, majoritatea populației localității Mala Rostivka era vorbitoare de ucraineană (98,91%), existând în minoritate și vorbitori de alte limbi.